# Pierre Morissette

Bischofswappen von Pierre Morissette

Joseph Paul Pierre Morissette (* 22. November 1944 in Thetford Mines) ist ein kanadischer Geistlicher und emeritierter römisch-katholischer Bischof von Saint-Jérôme.

## Leben
Joseph Paul Pierre Morissette empfing am 8. Juni 1968 die Priesterweihe.
Papst Johannes Paul II. ernannte ihn am 27. Februar 1987 zum Weihbischof in Québec und Titularbischof von Mesarfelta. Der Erzbischof von Québec, Louis-Albert Kardinal Vachon, spendete ihm am 12. Juni desselben Jahres die Bischofsweihe; Mitkonsekratoren waren Louis Joseph Jean Marie Fortier, Erzbischof von Sherbrooke, und Jean-Paul Labrie, Weihbischof in Québec.
Am 17. März 1990 wurde er zum Bischof von Baie-Comeau ernannt und am 2. Mai desselben Jahres in das Amt eingeführt. Papst Benedikt XVI. ernannte ihn am 3. Juli 2008 zum Bischof von Saint-Jérôme.
Während der Amtszeit von 2009 bis 2011 war er Vorsitzender der kanadischen Bischofskonferenz.
Am 21. Mai 2019 nahm Papst Franziskus seinen vorzeitigen Rücktritt an.